# Caius Furius Pacilus Fusus
Caius Furius Pacilus Fusus est un homme politique romain du Ve siècle av. J.-C., consul en 441 av. J.-C., censeur en 435 av. J.-C. et tribun militaire à pouvoir consulaire en 426 av. J.-C.

## Famille
Il est membre des Furii Fusi, branche de la gens Furia. Il est le père de Caius Furius Pacilus, consul en 412 av. J.-C. Son cognomen est parfois donné sous les formes Paculus ou Pacilius,.
Il est possible que Caius Furius et Quintus Furius qui est peut-être pontifex maximus en 449 av. J.-C. soient en fait la même personne.

## Biographie

### Consulat (441)
En 441 av. J.-C., il est consul avec Manius Papirius Crassus. Leur mandat n'est troublé par aucune guerre extérieure. Les consuls s'opposent au tribun de la plèbe Poetilius qui tente de faire voter une loi destinée à distribuer des terres à la plèbe.

### Censure (435)
En 435 av. J.-C., il est censeur avec Marcus Geganius Macerinus. Ils effectuent pour la première fois le cens à la Villa Publica élevée récemment sur le Champ de Mars,. L'année suivante, le mandat des censeurs, initialement prévu pour cinq ans, est abaissé à 18 mois par un vote populaire, sur la proposition du dictateur Mamercus Aemilius Mamercinus. Les deux censeurs réagissent à l'affront que constitue cette diminution de pouvoir en multipliant par huit l'imposition de Mamercinus et en le changeant de tribu, provoquant la colère du peuple.

### Tribunat consulaire (426)
En 426 av. J.-C., il est tribun militaire à pouvoir consulaire, avec trois autres collègues : Aulus Cornelius Cossus, Titus Quinctius Poenus Cincinnatus et Marcus Postumius Albinus Regillensis. Selon Tite-Live, leur commandement confus et désordonné est à l'origine d'échecs militaires contre Véies. Ils sont remplacés par le dictateur Mamercus Aemilius Mamercinus.

### Auteurs antiques
- Tite-Live, Histoire romaine, Livre III, 54 et Livre IV, 12/22-24/31 sur le site de l'Université de Louvain

### Auteurs modernes
- (en) T. Robert S. Broughton, The Magistrates of the Roman Republic : Volume I, 509 B.C. - 100 B.C., New York, The American Philological Association, coll. « Philological Monographs, number XV, volume I », 1951, 578 p.